# Peter Kyle (homme politique)
Peter Kyle, né le 9 septembre 1970, est un homme politique britannique, membre du Parti travailliste. Il est Secrétaire d'État à la Science, à l'Innovation et à la Technologie depuis le 5 juillet 2024.

## Biographie
Travailleur social de profession, Kyle participe à la direction de l'ACEVO (en) puis prend la tête de Working for Youth, une association de lutte contre le chômage des jeunes, en 2013.
Lors des élections générales britanniques de 2015, il est le candidat du Parti travailliste dans la circonscription de Hove. La circonscription est réputée pour suivre les tendances nationales depuis 1979, votant par exemple pour les travaillistes en 2001 et 2005 puis pour les conservateurs en 2010. Malgré une victoire nationale des conservateurs, Kyle est élu député avec 1 236 voix d'avance sur son rival conservateur,, (soit 42 % des voix). Il est l'un des rares députés travaillistes de l'Angleterre du Sud-Est.
Malgré des critiques de la gauche du parti pour son manque de soutien à Jeremy Corbyn, il conserve l'investiture travailliste pour les élections de 2017. Ouvertement homosexuel, Kyle affronte Kirsty Adams, une candidate du Parti conservateur proche d'une église prônant la thérapie de conversion pour guérir les personnes LGBT et prétendant elle-même avoir soigné un homme sourd à travers la prière. Il est largement réélu en réunissant environ 64 % des suffrages soit 18 757 voix de plus qu'Adams,. Il remporte facilement un troisième mandat en 2019 avec 58 % des voix, soit deux fois plus de suffrages que son adversaire conservateur Robert Nemeth.